# Pârâul Mare, Valea Crișului
Pârâul Mare este un curs de apă din județul Covasna, fiind unul din cele două brațe care formează râul Valea Crișului, celălat braț fiind Pârâul Mijlociu. 

## Hărți
- Harta județului Covasna
- Harta Munții Bodoc-Baraolt  Arhivat în 29 ianuarie 2014, la Wayback Machine.